# Leptotyphlops perreti
Leptotyphlops perreti este o specie de șerpi din genul Leptotyphlops, familia Leptotyphlopidae, descrisă de Roux-estève 1979. Conform Catalogue of Life specia Leptotyphlops perreti nu are subspecii cunoscute.